# José Octávio Guizzo
José Octávio Guizzo (Campo Grande, 1938 — 20 de novembro de 1989) filho de imigrantes italianos, foi um músico, radialista e jurista brasileiro.

## Biografia
Passou a infância no bairro do Cascudo, cursou o primário, o ginasial e o científico no Colégio Dom Bosco. Aos 15 anos de idade assumiu a função de locutor da PRI-7, Rádio Difusora de Campo Grande, fazendo a locução comercial e um programa todas as quartas-feiras com o cantor Nascimento Filho, que homenageou mais tarde em uma de suas crônicas.
Foi para Curitiba em 1955 para servir o Exército e ingressar na faculdade de Direito. Lá morou em pensionatos, no Centro Acadêmico e na Casa do Estudante, enfrentando problemas financeiros. Como o pai não tinha condições para enviar-lhe mesada, trabalhou como locutor nas rádios Ouro Verde e Colombo, na qual fazia um programa chamado Jazz-Bossa Nova.
Na faculdade, foi presidente e vice-presidente do Centro Acadêmico Hugo Simas, onde desenvolveu intensa atividade político-cultural. Na capital paranaense foi integrante do secreto Comando de Resistência Democrática, que tinha até senha para adentrar uma sala própria na antiga Prefeitura Municipal da praça Generoso Marques.
Participou de greves, de movimentos estudantis, coerente com as ideias de liberdade e defesa dos ideais revolucionários de um país em que não houvesse distinção de classes, por isso foi vítima de perseguições.
Regressou a Campo Grande em 1963, já formado em Direito. Segundo seu sobrinho Carlos Magno Couto, que foi seu secretário, respeitava os colegas, mas considerava a advocacia uma atividade subintelectual. Ocupou-se em administrar os negócios do pai. Mais tarde, quando a irmã Henriqueta ficou viúva, tomou para si a responsabilidade do cunhado, ajudando a irmã no cuidado com os seis filhos.
Em 1967 ganhou o primeiro lugar do Primeiro Festival da Música Popular em Campo Grande com a música "Mané Bento Vaqueiro do Pantanal", letra de sua autoria, melodia de Paulo Mendonça de Sousa e interpretação de Jorge Antonio Siufi.
São de sua autoria os únicos trabalhos publicados sobre o cinema sul-mato-grossense: Esboço Histórico do Cinema em Mato Grosso do Sul e Alma do Brasil. O primeiro material indispensável para qualquer tipo de análise da arte cinematográfica local. Foi membro da Associação dos Pesquisadores Musicais Brasileiros, fazendo várias palestras sobre a música de Mato Grosso do Sul e foi autor do livro "A Moderna Música Popular Urbana de Mato Grosso do Sul".
Na vida intelectual, nas atividades na área do cinema, do folclore, da literatura e da música, preocupava-se com o resgate da memória cultural. Quando houve a divisão do Estado do Mato Grosso, se tornou uma verdadeira obsessão em sua vida a busca pelas raízes da cultura sul-mato-grossense.
Participou do grupo de trabalho da Secretaria de Desenvolvimento Social em 1981, com os professores Paulo Cabral, Thie Higushi Viegas dos Santos e o médico Silvio Torrecilha Sobrinho, responsáveis pela elaboração documento da Política Estadual de Cultura no qual detectaram os traços do homem e da cultura sul-mato-grossense, estabeleceram as metas de uma política adequada a um estado onde se cruzavam as mais diversas tendências e onde tudo estava para ser feito. Foi membro do Conselho Estadual de Cultura e posteriormente Presidente da Fundação de Cultura de Mato Grosso do Sul. Como presidente iniciou os levantamentos para o tombamento do Casario do Porto de Corumbá (concluídos e mandados para o Ministério da Cultura por Idara Duncan), realizou os primeiros Encontros Estaduais de Cultura e o Primeiro Encontro do Patrimônio Cultural de Mato Grosso do Sul com a presença de representantes do Iphan (Instituto do Patrimônio Histórico e Artístico Nacional).
Em 20 de Novembro de 1989, logo após uma palestra aos alunos da Universidade Federal de Mato Grosso do Sul, sobre a pesquisa que durou 17 anos, referente à biografia da atriz Glauce Rocha. Guizzo faleceu vítima de um infarto fulminante. Seu livro "Glauce Rocha – Atriz, Mulher, Guerreira" foi publicado por sua esposa Marta Guizzo em 1996.